# Тортури вульви

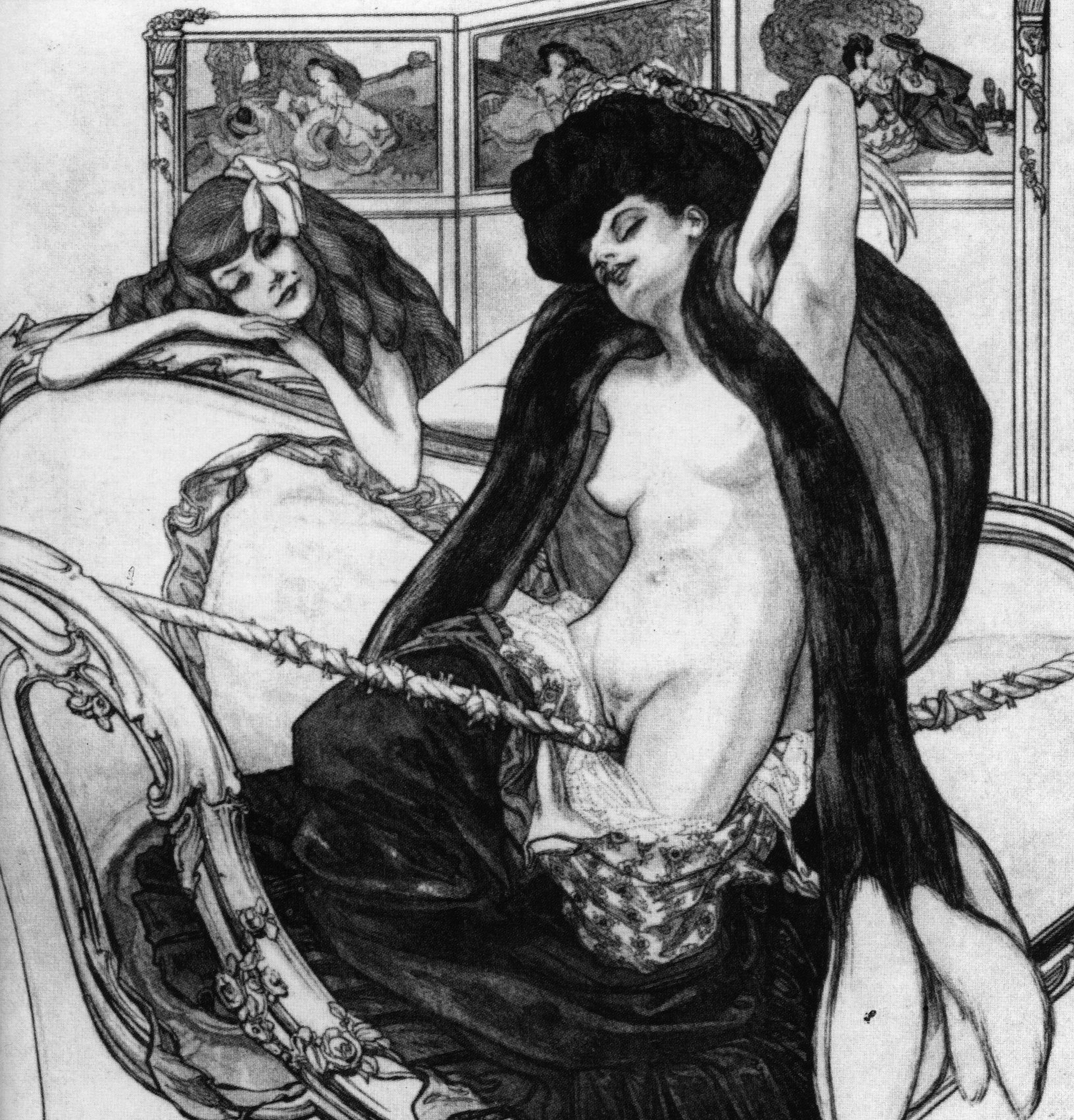
Dessins Amoureux: Le Jardin d'Aphrodite, малюнок 1907 року Франца фон Байроса, жінка, що їздить на мотузці

Тортури вульви (також відомі як тортури вагіни або тортури жіночих геніталій) — БДСМ-практика або окрема сексуальна діяльність, яка включає застосування болю або тиску на вульву чи вагіну, як правило, у контексті садомазохізму. Виконувати (надавати) практику може людина будь-якої статі. Тортури вульви мають здійснюватися за згодою приймаючої партнерки і заходами безпеки, оскільки деякі методи є дуже небезпечними, а багато з них становлять значний ризик для здоров’я жінки. Легкі тортури вульви іноді трапляються під час загальноприйнятного сексу, тоді як більш екстремальні – це, як правило, практика кінків.
Здатність витримувати і насолоджуватися тортурами вульви дуже різниться між жінками. Відносно легка стимуляція через насиченість вульви нервовими закінченнями може відчуватися дуже інтенсивно, тому деякі БДСМ-практики уникають тортур вульви. Проте деяким жінкам болюча стимуляція геніталій приносить сексуальне збудження. Фізіологічно практика забезпечує зміни кровотоку в геніталіях і вивільнення ендорфінів і гормонів. Інформацію з безпеки виконання часто можна отримати від досвідчених практиків або на тренінгах з БДСМ.
Іноді вважаються аналогом тортур члена та яєчок.

## Техніки

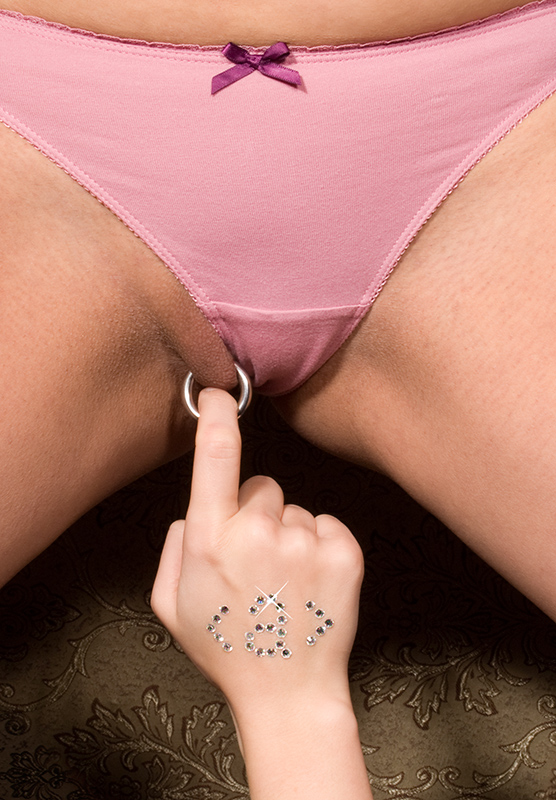
Натягування кільця-прикраси пірсингу статевих губ

Тортури вульви виконуються з застосуванням різноманітних прийомів.

### Удари
Сюди входять такі прийоми, як ляскання (вручну або лопаткою), удари батогом чи палицею. Розпилення води під високим тиском дає схожий ефект. Відчуття можуть бути приємними, оскільки вплив на вульву посилює прилив крові і викликає поколювання. Для тортур вульви зазвичай використовується більш інтенсивна або тривала гра ударами.

### Затискання

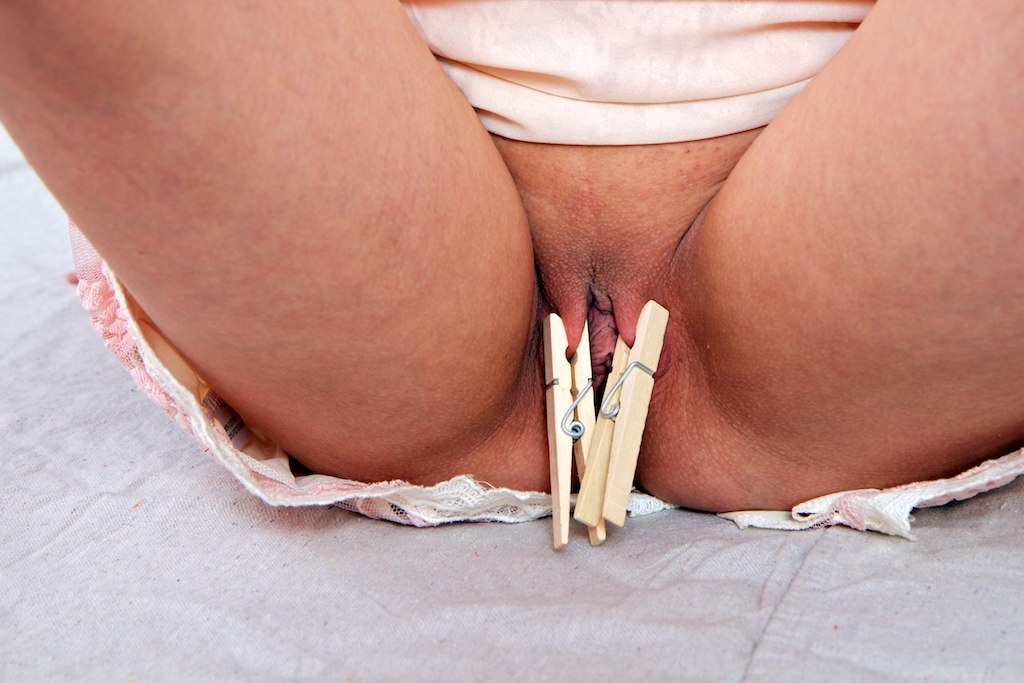
Прищіпки використані як затискачі на статевих губах

Використовуються як спеціальні затискачі для геніталій, так і перероблені затискачі для сосків, щипці, побутові прищіпки. Їх прикріплюють до великих статевих губ, каптура клітора або голівки клітора, щоб обмежити кровотік, а потім знімають. Малі статеві губи теж можна затискати, хоча вони є затонкими для деяких типів затискачів. Для голівки клітора використовують спеціальні кліторальні затискачі. Клітор і статеві губи ерегують під час збудження, що посилює інтенсивність затискання. Затискачі, прикріплені до статевих губ, можна використовувати для їх розтягнення, щоб оголити вагінальний отвір. Затискачі можуть кріпитися до ременів або ланцюгів, бондажу або пояса для панчіх. Якщо приймаюча партнерка має пірсинг сосків, до нього можна прив’язати затискачі. Ефект підсилюють обтяженими затискачами або вантажами, прикріплених до стандартних затискачів. Сценарії безвихідного бондажу розігрують за допомогою вантажів для геніталій або кріплячи затискачі до кайданок на зап’ястях або щиколотках.

### Гра з воском

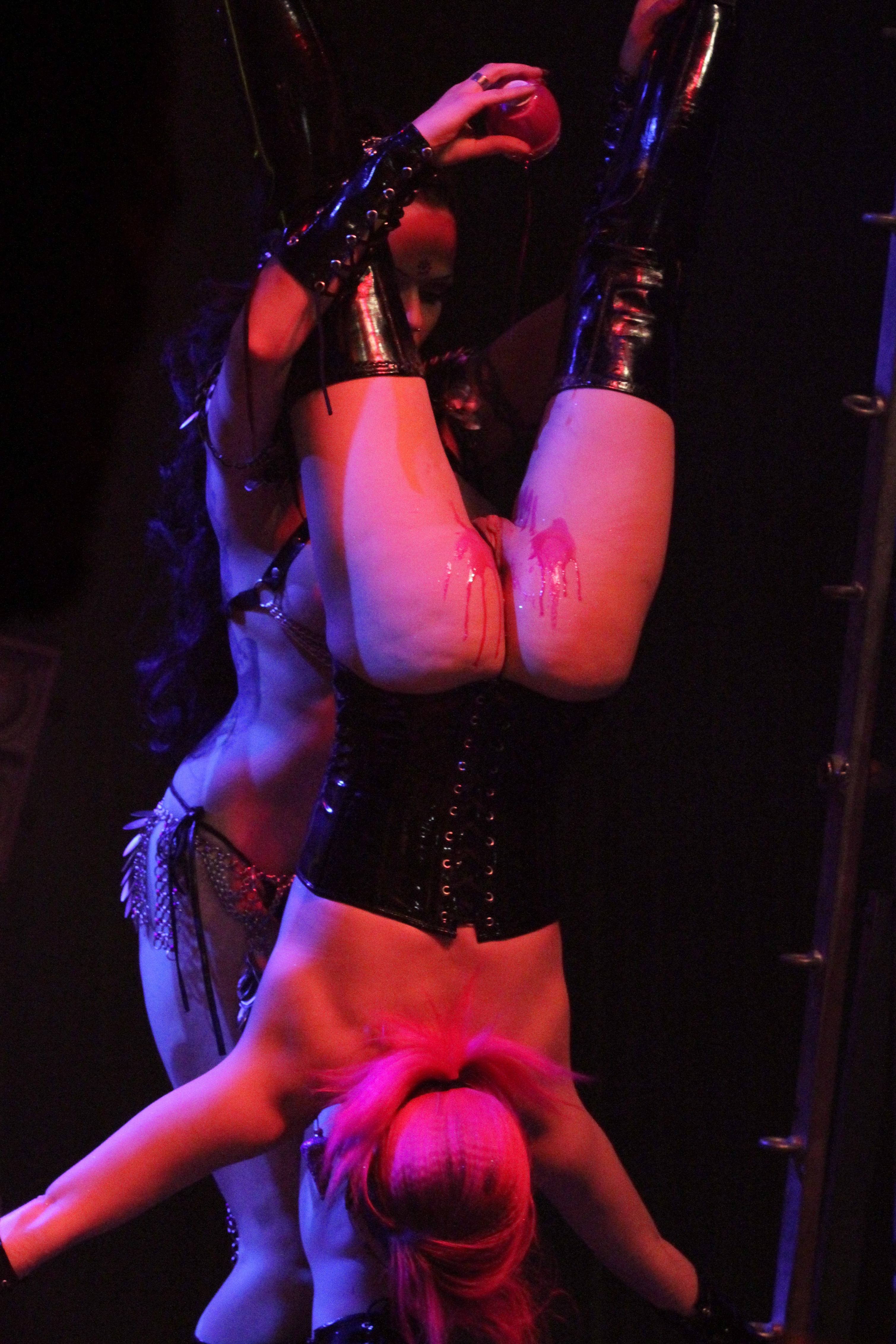
Тортури свічковим воском при підвішуванні, музичний фестиваль Wave-Gotik-Treffen, Німеччина, 2014

Гарячий віск капають на статеві губи або голівку клітора. Щоб полегшити процес, іноді використовують кілочки (кнопки) або затискачі, що утримують статеві губи відкритими, але віск не капають у вагіну. Віск для БДСМ доступний для продажу, він безпечніший за деякі інші типи воску. Ця техніка поєднує еротичні тортури з іграми на відчуття.

### Мотузка на промежині
Мотузку (іноді ланцюги або шкіру) на промежині прив’язують між ногами, використовуючи або одну тугу, або розділену лінію з пари мотузок, що проходять по обидва боки від вульви: перша призначена для стимуляції геніталій, а друга залишає їх відкритими для БДСМ-ігор. Туго зав’язана мотузка на промежині може завдавати болю через свій тиск, а більш вільна може стимулювати вульву тертям. Мотузку на промежині зазвичай закріплюють, прив’язуючи її навколо талії, але її можна прикріпляти до зап’ясть, ліктів, щиколоток або волосся приймаючої партнерки. Крім того, виконавець практики може тримати вільний кінець мотузки для використання як повідка або підвішення до стелі. До мотузки можна кріпити вібратор, а клітор стимулювати вузлом у відповідній точці мотузки.
Мотузка на промежині також може використовуватись для їзди на мотузці. У цій приктиці використовується горизонтальна мотузка, прикріплена до двох фіксованих точок або утримувана та натягнута так, щоб вона проходила між ногами отримувача, що стоїть. Чим вище знаходяться кінці мотузки, тим сильнішим буде тиск на вульву. Рух уздовж мотузки можна використовувати для ігор з тертям.

### Вакуум
Виконується з допомогою насоса для вульви або кліторального насоса. Ці помпи стимулюють кровопостачання залучених ділянок, збільшуючи їх і роблячи чутливішими, коли обладнання видалено. Подібний ефект можна отримати за допомогою використання медичних банок: чашки, чаші або дзвіночки використовуються для відсмоктування шкіри, як у терапії банками в альтернативній медицині. Еротичні банки можуть залишати синці на шкірі.

### Розширення вагіни

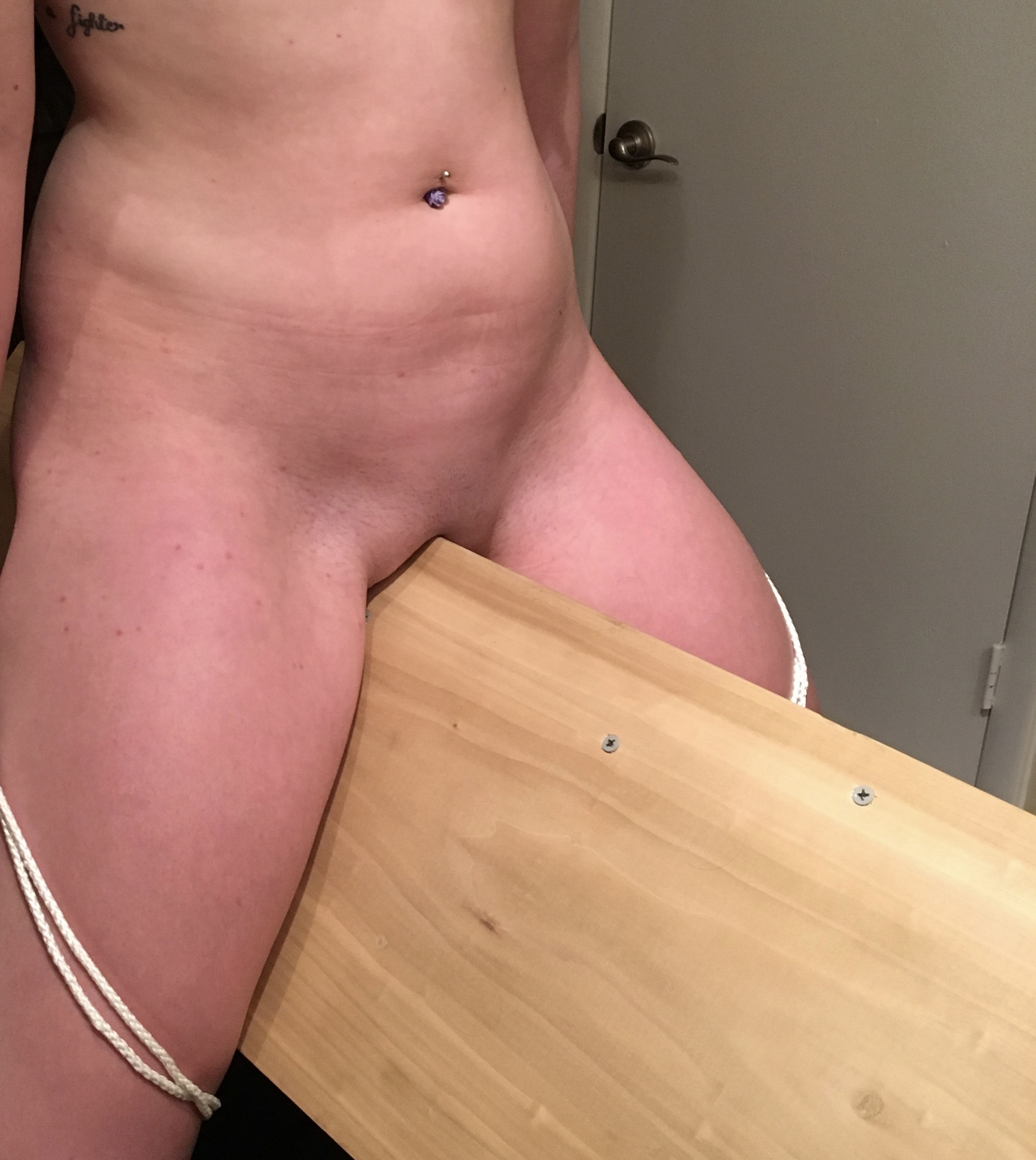
Стимуляція вульви з застосуванням дерев'яного коня

Техніки пенетрації можуть застосовуватись для розтягнення вагіни. Включають введення пальців (фінгеринг) і долоні (фістинг). Крім того, використовуються великий фалоімітатор, вібратор або вагінальний гак (вигнутий БДСМ-інструмент, зазвичай металевий, схожий на анальний гак. Короткий кінець вводять у вагіну, а довгий розташовують по середній лінії тіла. Зазвичай на довгому кінці є кільце для кріплення мотузки). Використання гінекологічного дзеркала для цієї мети може призвести до еротичного приниження або бути частиною медичного фетишу.
Фігинг, практика введення очищеного кореня імбиру, іноді застосовується вагінально. Очищений корінь імбиру також іноді прикладають до голівки клітора або натирають ним вульву.

### Примусові оргазми
Примусові оргазми можна викликати за допомогою інтенсивного вібратора вібрацію, як правило, за допомогою сильного вібратора-палички, закріпленого для постійної стимуляції клітора. Як альтернативу практикують заборону оргазму. Примусовий оргазм іноді досягається за допомогою яєць Йоні або вагінальних кульок. Подібних ефектів можна досягти, якщо довго сидіти на сибіанці, носити пояс вірності, який має вбудований фалоімітатор чи може вібрувати чи пульсувати, або використанням секс-машини.

### Електростимуляція
Еротичну електростимуляцію застосовують до геніталій за допомогою звичайних електроіграшок, таких як фіолетова паличка, або таких, що спеціально розроблені для вульви.

### Пірсинг
Техніки пірсингу вульви включають проколи статевих губ голками або шпильками. Ряди голок, проведені через малі статеві губи, можуть пришпилити їх до дошки та розтягнути, щоб оголити вагінальний отвір. Ряд голок, проведених через великі статеві губи, можуть утримувати їх разом. Кільця, застібки, шнури кріплять до наявного інтимного пірсингу, щоб тримати статеві губи розведеними або зшити чи зв’язати їх разом.

### Інші техніки
Вульву і статеві губи можна кусати, стискати або щипати. Колесо Вертенберга можна провести по вульві. Також можна використовувати тривале сидіння на дерев'яному коні.

## Подальше читання
- Murray, Thomas; Murrell, Thomas (1989). The Language of Sadomasochism: A Glossary and Linguistic Analysis. ABC-CLIO. ISBN 9780313264818.
- Langdridge, Darren; Barker, Meg (2020). Safe, sane, and consensual: contemporary perspectives on sadomasochism. Palgrave Macmillan. с. 175. ISBN 978-0-230-51774-5.
- Hartley, Nina; Levine, I. S. (2006). Nina Hartley's Guide to Total Sex. Avery. с. 137. ISBN 978-1-58333-263-4.